# 鄂西蜡瓣花
鄂西蜡瓣花（学名：Corylopsis henryi）为金缕梅科蜡瓣花属下的一个种。

## 扩展阅读
- 維基物種上的相關：鄂西蜡瓣花